# CONTOUR
CONTOUR (acrónimo de COmet Nucleus TOUR) fue el nombre de una sonda espacial estadounidense, dirigida por la NASA y lanzada el 3 de julio de 2002 para el estudio de los cometas Encke y 73P/Schwassmann-Wachmann, y que se perdió unas semanas después, tras el encendido del motor que la habría puesto en una órbita de intersección con el primer cometa. Su misión habría durado cuatro años.
Fue lanzada a bordo de un cohete Delta II desde Cabo Cañaveral, en Florida. La separación de la nave tuvo lugar normalmente tras 63 minutos y 30 segundos del despegue. La sonda estuvo en órbita terrestre hasta el día 15 de agosto, en que el motor de combustible sólido STAR-30 fue encendido para enviar a la sonda al encuentro de los cometas, tras lo cual se perdió el contacto con la sonda. Observaciones telescópicas sugirieron que la nave se había partido en varias piezas. Aun así se siguió intentando contactar con la sonda hasta el 20 de diciembre de 2002, tras lo cual se dio la nave por perdida.
Después de una extensa investigación se llegó a la conclusión de que el motor posiblemente habría explotado tras la ignición a causa de un fallo estructural.

## Instrumentos
- CONTOUR Remote Imager and Spectrograph (CRISP): cámara óptica con espectrómetro infrarrojo.
- CONTOUR Forward Imager (CFI): cámara que habría mirado a través de una abertura del escudo contra el polvo de CONTOUR. Habría estudiado la coma de los cometas.
- Neutral Gas and Ion Mass Spectrometer (NGIMS): para medir la abuncia y proporciones de isótopos.
- Comet Impact Dust Analyzer (CIDA): copia del instrumento de la misión Stardust, sirve para analizar la composición química del polvo y los granos de hielo de la coma del cometa.